# هورنباک (تنسی)
هورنباک(به انگلیسی: Hornbeak) شهری در ایالت تنسی کشور ایالات متحده آمریکا است که جمعیت آن در سرشماری سال ۲۰۱۰ میلادی، ۴۲۴ نفر بوده‌است.